# Biljana Topić
Pour les articles homonymes, voir Topic et Mitrović.
Biljana Topić (née Mitrović le 17 octobre 1977 à Šabac) est une athlète serbe, spécialiste du triple saut.

## Carrière
Elle remporte la médaille de bronze des Championnats du monde d'athlétisme 2009 à Berlin, avec un saut à 14,52 m.
Elle améliore cette marque lors de la Finale mondiale de l'athlétisme 2009 à Thessalonique, avec 14,56 m, record de Serbie.
C'est l'épouse de Dragutin Topić et la mère de Angelina Topić, sauteurs en hauteur.